# Dicerandra christmanii
Dicerandra christmanii là một loài thực vật có hoa trong họ Hoa môi. Loài này được Huck & Judd mô tả khoa học đầu tiên năm 1989.

## Hình ảnh

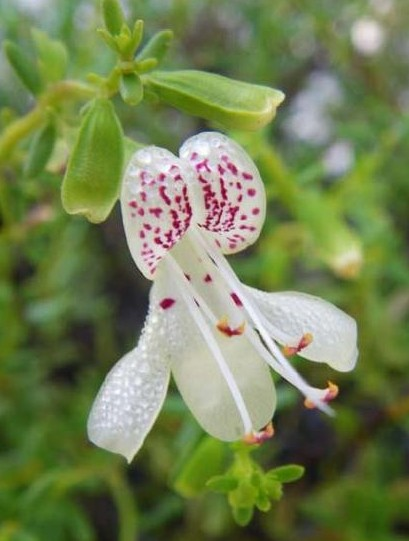